# Australian Volleyball League (damer)
Australian Volleyball League (AVL) är den viktigaste volleybolltävlingen för damer i Australien. Tävlingen organiseras av the Australian Volleyball Federation (AVF) sedan  1998. Sju lag, som repressenterar olika delstater och territorier deltar i serien.

## Resultat per år[1]
| År   | Mästare                           | Tvåa                                      | Trea                            |
| ---- | --------------------------------- | ----------------------------------------- | ------------------------------- |
| 1998 | Australian Institute of Sport     | Adelaide Mt Lofty                         | Melbourne Falcons               |
| 1999 | CIT Canberra Cougars              | Melbourne Falcons                         | Cenovis Adelaide                |
| 2000 | Canberra Cougars                  | Queensland Pirates                        | Mount Lofty                     |
| 2001 | Melbourne Falcons                 | University of Technology Sydney           | Mount Lofty                     |
| 2002 | Mt Lofty Centacare Rangers        | Melbourne Falcons                         | University of Technology Sydney |
| 2003 | Western Australia                 | Australian Institute of Sport             | University of Technology Sydney |
| 2004 | Australian Institute of Sport     | Sydney University Lions                   | Melbourne Falcons               |
| 2005 | USC Adelaide Lion                 | Canberra Heat                             | Melbourne Falcons               |
| 2006 | Mt Lofty Rangers                  | Kumho Sydney Lions                        | University of Technology Sydney |
| 2007 | Melbourne Monash University Blues | UTSSU                                     | Centacare Adelaide Rangers      |
| 2008 | UTSSU                             | University Blues                          | Queensland Pirates              |
| 2009 | Western Australian Pearls         | University Blues                          | Volleyball SA                   |
| 2010 | Western Australian Pearls         | University Blues                          | UTSSU                           |
| 2011 | Western Australian Pearls         | South Australia                           | University Blues                |
| 2012 | Queensland Pirates                | Victorian Volleyball Academy              | WA Pearls                       |
| 2013 | University Blues                  | WA Pearls                                 | Victorian Volleyball Academy    |
| 2014 | University Blues                  | UTSSU                                     | Queensland Pirates              |
| 2015 | University Blues                  | UTSSU                                     | Victorian Volleyball Academy    |
| 2016 | University Blues                  | Queensland Pirates                        | Sydney Amazons                  |
| 2017 | University Blues                  | WA Pearls                                 | Queensland Pirates              |
| 2018 | University Blues                  | Volleyball Australia Centre of Excellence | Canberra Heat                   |
| 2019 | Melbourne Vipers                  | Queensland Pirates                        | Adelaide Storm                  |
| 2020 | Ej genomförd                      | Ej genomförd                              | Ej genomförd                    |
| 2021 | Ej genomförd                      | Ej genomförd                              | Ej genomförd                    |